# Jiliao
Jiliao (kinesiska: 寄料, 寄料镇) är en köping i Kina. Den ligger i provinsen Henan, i den centrala delen av landet, omkring 120 kilometer sydväst om provinshuvudstaden Zhengzhou. Antalet invånare är 52982. Befolkningen består av 25 636 kvinnor och 27 346 män. Barn under 15 år utgör 21,0 %, vuxna 15-64 år 70 %, och äldre över 65 år 8,0 %.
Genomsnittlig årsnederbörd är 686 millimeter. Den regnigaste månaden är september, med i genomsnitt 132 mm nederbörd, och den torraste är januari, med 6 mm nederbörd.